# William Kisum
William Kisum (født 17. maj 1931, død 7. maj 2023) var en dansk skuespiller.
Han blev uddannet fra Det kongelige Teaters Elevskole i 1956 og var herefter tilknyttet teatret. Han har også været engageret til Allé Scenen og Aarhus Teater.
I tv har han medvirket i produktionerne af Den skønne Helene, Kong Ajax I, Farinelli og Ved Kajen og han har kunnet opleves i serierne Matador, Edderkoppen samt julekalenderen Nissebanden i Grønland.
Blandt de film han har medvirket i kan nævnes:
- Den kloge mand (1956) – 1956
- Jetpiloter – 1961
- Slap af, Frede – 1966
- Nyhavns glade gutter – 1967
- Pigen fra Egborg – 1969
- Tandlæge på sengekanten – 1971
- Motorvej på sengekanten – 1972
- I Tyrens tegn – 1974
- I Tvillingernes tegn – 1975
- Familien Gyldenkål sprænger banken – 1976
- Isfugle – 1983
- Skyggen af Emma – 1988
- Antenneforeningen – 1999